# Gavignano (Franciaország)
Gavignano település Franciaországban, Haute-Corse megyében. Lakosainak száma 60 fő (2022. január 1.). Gavignano Saliceto, Aiti, Castineta, Croce, Morosaglia és Piedigriggio községekkel határos.

## Népesség
A település népességének változása:
| Lakosok száma | 97   | 42   | 51   | 50   | 45   | 56   | 53   | 57   | 59   | 60   |
|               | 1968 | 1982 | 1990 | 2006 | 2013 | 2015 | 2017 | 2019 | 2020 | 2022 |